# 塞茜尔·拉格雷纳德
絲茜爾·愛倫·芙蕾萊特·拉格雷納德女爵士GCMG DStJ OBE是現任格瑞那達總督，即格瑞那達君主在該國的代表，也是首位擔任此職位的女性。她本身是名食品科學家，並持有博士學位，亦曾任該國公共服務專員。其父親是公務員，外公也是公務員和教育家，外婆則是英屬向風群島首名女議員。

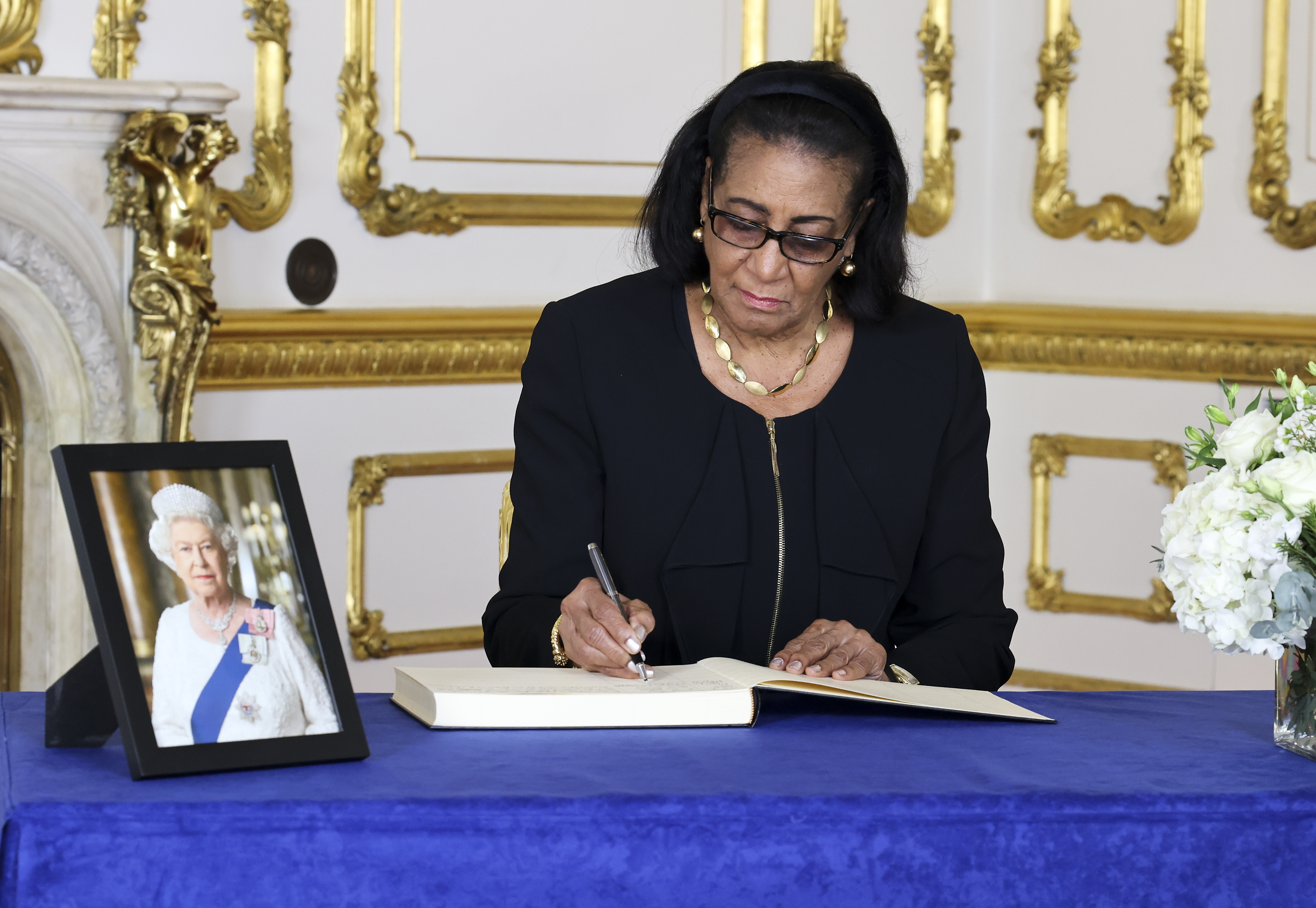
拉格雷納德於2022年9月17日於蘭開斯特府簽署大行女王之弔唁冊